# Струве, Бернгард Васильевич
Бернга́рд Васи́льевич Стру́ве (1827, Дерпт — 12 (24) февраля 1889) — Астраханский (1857—1862) и Пермский (1865—1870) губернатор.
Сын известного астронома Василия Яковлевича Струве и отец общественного и политического деятеля Петра Струве.

## Биография
Образование получил в Александровском лицее, по окончании которого (1847) выбрал местом службы Восточную Сибирь, где был назначен чиновником особых поручений к генерал-губернатору Н. Н. Муравьёву. В 1848—1849 годах он заведовал провиантским делом. В мае 1850 года был командирован Муравьёвым в Санкт-Петербург, чтобы доставить министру финансов отзыв по вопросу об устройстве продажи вина в Восточной Сибири. В декабре 1851 году он был послан генерал-губернатором в Якутскую область для открытия там новых областных учреждений, а несколько раньше ему было поручено составление проекта положения о прекращении обязательных отношений крестьян к посессионным заводам вблизи Иркутска. В 1854 году был произведён в статские советники. В 1855 году вышел в отставку.
В 1856 году был назначен астраханским вице-губернатором, а в 1857 году — исправляющим должность астраханского губернатора. До выхода в отставку в 1861 году, Струве так и не был утверждён в этой должности. Как писал Струве он «не получил ни одной награды, не был утвержден в должности и даже при отставке не удостоился никакого повышения» и связывал это с нерасположением к нему директора департамента общих дел министерства внутренних дел А. А. Гвоздева.

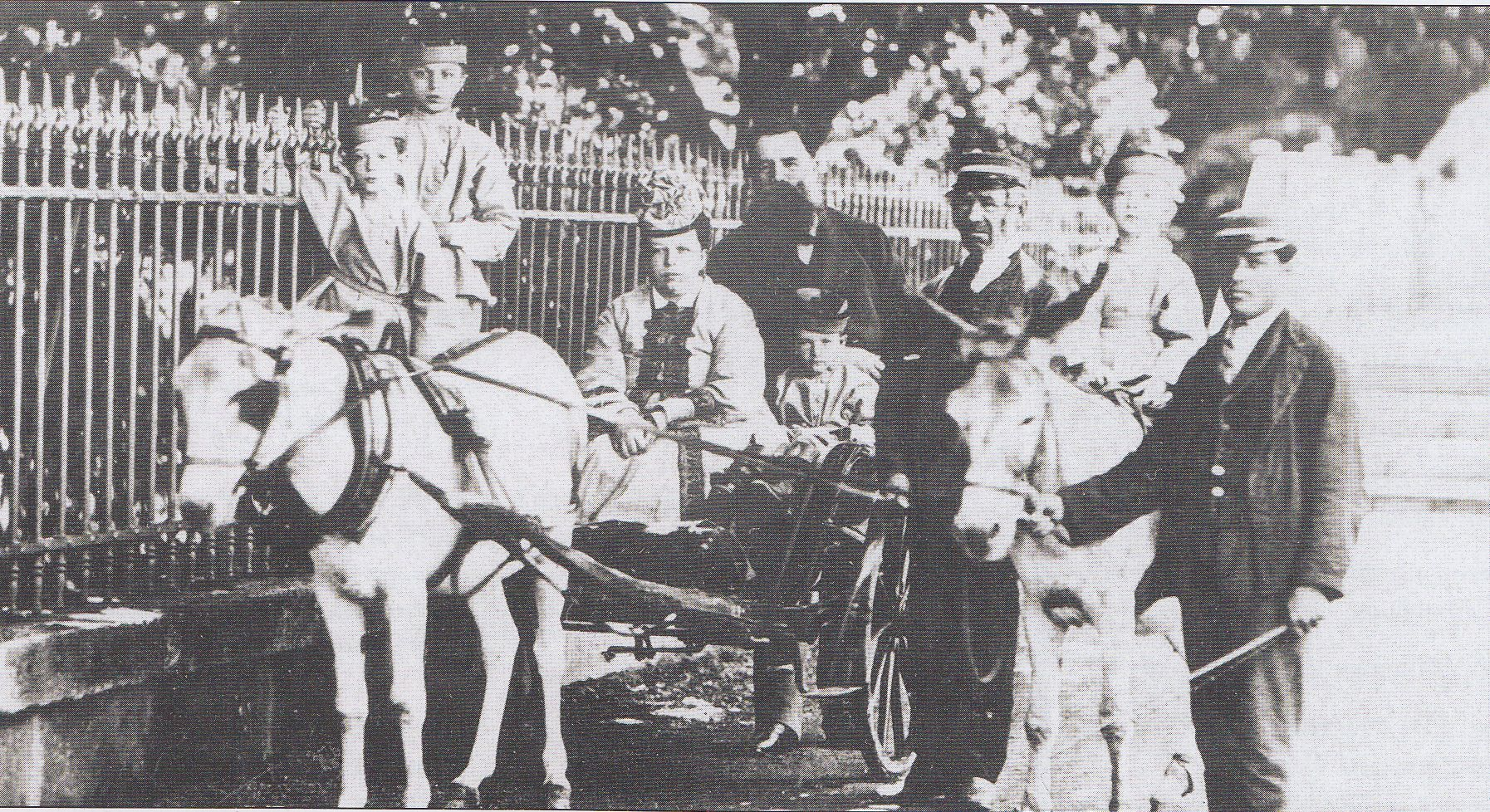
Бернгард Васильевич Струве (в центре) с женой и сыном Петром. Санкт-Петербург.
Фото 1880-х гг. из фондов Пермского краеведческого музея

В 1865 году Б. В. Струве был назначен пермским губернатором. Большая заслуга его была в том, что в 1874 году началось строительство в Перми железной дороги, первой на Урале. В 1877 году Пермская городская дума избрала Струве почётным гражданином города. После ревизии губернии сенатором П. Н. Клушиным, Струве вышел в отставку в третий и последний раз.
19 ноября 1882 года состоялось заседание Правительствующего Сената, на котором бывшему пермскому губернатору были предъявлены обвинения в превышении власти, вмешательстве в работу судебных и следственных органов, а также в «отдельных неправильностях», свидетельствовавших о небрежном отношении к служебным обязанностям, в том числе Струве был обвинен в снисходительном отношении к невыплате крестьянами недоимок. По итогам разбирательства Б. В. Струве был вынесен строгий выговор.
В «Русском вестнике» и «Русской старине» были напечатаны его статьи о Н. Н. Муравьёве-Амурском.
Умер 12 февраля 1889 года в Санкт-Петербурге. Похоронен на Смоленском Лютеранском кладбище.

## Семья
С 1853 года был женат на баронессе Анне Фёдоровне Розен, дочери начальницы Медведниковского сиропитательного дома Н. Ф. Розен.
В семье Б. В. и А. Ф. Струве было шесть детей: Василий, Фёдор, Николай, Александр, Михаил (действительный статский советник, 1868—1919) и Пётр. Трое последних родились в Перми.